# Barbora Radziwiłłovna
Barbora Radziwiłłovna (litevsky Barbora Radvilaitė; polsky Barbara Radziwiłłówna, 6. prosince 1520, Vilnius – 8. května 1551, Krakov) byla polská královna a litevská velkokněžna, manželka polského krále Zikmunda Augusta.

## Rodina

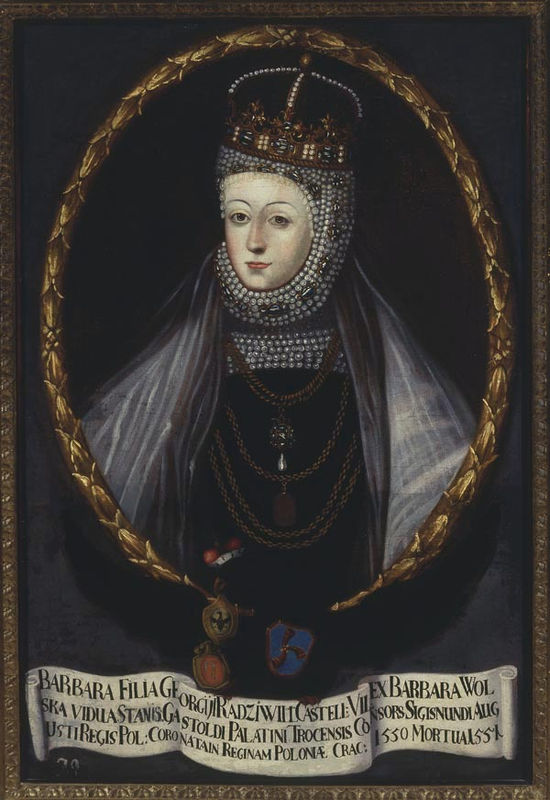
Barbara Filia Georgiji Radziwill(i) Castell(ani) Vil(ensis) ex Barbara Wolska · Vidua Stanis(laui) Gastoldi Palatini Trocensis · Consors Sigisnundi Augusti Regis Pol(oniae) Coronata in Reginam Poloniae Crac(oviae) 1550 Mortua 1551. Barokní malba neznámého polského malíře z let 1730–37, součást rodinné galerie Radziwiłłů ze zámku v Něsviži

Barbora pocházela z mocného litevského šlechtického rodu Radziwiłłů (Radvilů). Jejím otcem byl mocný magnát, kastelán, hejtman a vévoda Jerzy Radziwiłł (litevsky Jurgis Radvila), matkou polská šlechtična Barbara Koła. Měla dva starší sourozence – bratra Mikuláše Radziwiłła Rudého (Ryšavého) a sestru Onu. Do života jí významně zasahoval bratranec Mikuláš Radziwiłł Černý.

## Život
Narodila se a vyrostla ve Vilniusu, kde se jí dostalo dobrého vzdělání. Kromě litevštiny a ruténštiny ovládala latinu, italštinu a polštinu. Jiné zdroje (Zbigniew Kuchowicz) její jazykové znalosti zpochybňují (přiznávají jen velmi dobrou znalost polštiny, v níž vedla korespondenci s králem). Uměla hrát šachy i lovit a krásně zpívala. Podle názorů jejích současníků to byla nejkrásnější žena své doby.
V sedmnácti letech, 18. května roku 1537 byla provdána za o patnáct let staršího Stanislava Goštautase (Gaštolda), litevského šlechtice a později trakaiského vévodu. Z manželství, které trvalo jen pět let, se nenarodili žádní potomci. Stanislav Goštautas roku 1542 zemřel a po jeho smrti se Barbora spolu se svou matkou odstěhovala na hrad v Gieranjonech (dnešní západní Bělorusko). Tam se v říjnu roku 1543 seznámila s princem Zikmundem, tehdy spoluknížetem Litvy a v té době ještě manželem Alžběty Habsburské († 1545); jejich románek pokračoval ve Vilniusu, kde se po smrti Zikmundovy manželky milenci roku 1547 tajně vzali. Jejich vzájemná láska byla bezpochyby hluboká, všestranná (rozumová, citová i smyslná) a do značné míry nezištná.
Velká romance Barbory a Zikmunda (od r. 1548 polského krále a litevského velkoknížete) měla své dobré i stinné stránky. Matka Zikmundova, Bona Sforza, ani polská vysoká šlechta s jejich svatbou roku 1547 nesouhlasili – žádali dokonce anulaci sňatku – a došlo tak k rozepřím mezi Zikmundem a mocnými magnáty. Radziwiłłům však svatba pomohla na výsluní politické moci na Litvě i v Polsku. Nakonec byla Barbora přece jen v prosinci roku 1550 korunována polskou královnou. Královnou však zůstala jen pět měsíců. Zemřela 8. května 1551 v Krakově (pravděpodobně na karcinom děložního hrdla), aniž by dala svému manželovi potomka. Zikmund nesl její smrt velmi těžce. Existuje i nepotvrzené obvinění, že královnu otrávila její tchyně Bona Sforza. Podobně neopodstatněná je pomluva, že zemřela na příjici (syfilis) v důsledku sexuální nevázanosti.
Barbora byla podle svého přání pohřbena v Litvě; její hrobka se nachází v katedrále sv. Stanislava ve Vilniusu. Její ostatky byly v podzemí katedrály objeveny roku 1931 a podrobeny antropologickému zkoumání.
Ani z jednoho Barbořina manželství nevzešli potomci. Zikmund August však neměl potomka ani s její předchůdkyní Alžbětou Habsburskou, ani se svou třetí manželkou Kateřinou Habsburskou (sestrou jeho první ženy); v jeho osobě tak po meči vymřela jagellonská dynastie.

## Umění
Barbořin život a vřelá láska polského krále se staly inspirací pro mnohá umělecká díla. O jejím osudu se psaly legendy a dramata. Její podobu se snažili zachytit i malíři.

## Zajímavosti
- Portrét Barbory Radziwiłłovny byl roku 1996 použit na litevské poštovní známce.